# 5588 Jennabelle
5588 Jennabelle este un asteroid din centura principală, descoperit pe 23 septembrie 1990, de B. Roman.